# Lorenzo Lippi da Colle
Lorenzo Lippi (Colle di Val d'Elsa, 1440 circa – Pisa, 1485) è stato un poeta e letterato italiano, professore di lettere all'Università di Pisa.

## Biografia
Nato a Colle di Val d'Elsa intorno al 1440  da un notaio di nome Giovanni  o da un certo Ser Giampiero  fece i suoi studi a Firenze dove frequentò il cenacolo di Lorenzo de' Medici detto il Magnifico, e dove si presume abbia goduto dell'amicizia del suo concittadino Bartolomeo Scala . Nel 1473, in occasione della riapertura voluta da Lorenzo de' Medici dello studium pisano, Lippi pronunziò un'orazione pubblica . Nel 1478 diventò professore di lettere nella Università di Pisa.
Lorenzo Lippi da Colle tradusse dal greco al latino gli Halieutica di Oppiano di Anazarbo che dedicò a Lorenzo dei Medici, opera che venne stampata per la prima volta a Firenze nel 1478, e successivamente a Venezia nel 1505 e nel 1517. Tradusse sempre dal greco al latino i Cynegetica di Oppiano di Apamea, l'orazione Nicocle di Isocrate che fu dedicata a Cosimo de' Medici, e l'omelia di San Giovanni Crisostomo Omilia II de proditione Iudae, di cui è conservato una copia manoscritta nella Biblioteca Laurenziana di Firenze.

## Opere
- Benedicti Iouii Nouocomensis disticha ad Franciscum Iulium Caluum. Laurentii Lippii Collensis disticha ad Laurentium Medicen. Floren.; Firenze, 1500 circa.
- Oppianou Alieuticon biblia pente. Tou autou Kynegetikon biblia tessara. Oppiani De piscibus libri V. Eiusdem De venatione libri IV. Oppiani De piscibus Laurentio Lippio interprete libri V.; Venetiis : in aedibus Aldi et Andrea Soceri, mense Decembri, 1517.
- Oppiani poetae Alieuticon seu De piscibus libri V. e Graeco traducti ad Antoninum imperatorem. Disticha Laurentii Lippii Collensis ad Laurentium Medicen. Oppiani poetae Vita.; Impressum Venetiis : Bernardinus Venetus impressit, pridie Kalendas Sextiles 1508